# Hemaris fuciformis
Hemaris fuciformis és una espècie de lepidòpter ditrisi de la família dels esfíngids (Sphingidae) pròpia de la regió Paleàrtica, incloent-hi els Països Catalans. Mostra activitat diürna.

## Descripció

### Imago
A primera vista pot semblar un abellot, de fet això és el que busca l'espècie mostrant aquesta forma i coloració; així doncs, és un clar exemple de mimetisme. Es diferencia d'Hemaris tityus sobretot per la seva única franja vermella en comptes de dues, l'una taronja i l'altra negra. Tampoc s'ha caure en l'error de confondre'l amb el bufaforats (Macroglossum stellatarum), ja que l'un té les ales pigmentades mentre que l'altre les té majoritàriament transparents.
Envergadura alar d'entre 38 i 48 mm. Cap, cos tòrax i part de l'abdomen verd oliva i pelut; zona inferior blanca. Als primers segments abdominals hi té una franja horitzonal vermella. Al final de l'abdomen s'hi troba un floc de pèls negres. Marge de les ales pigmentades de vermell.

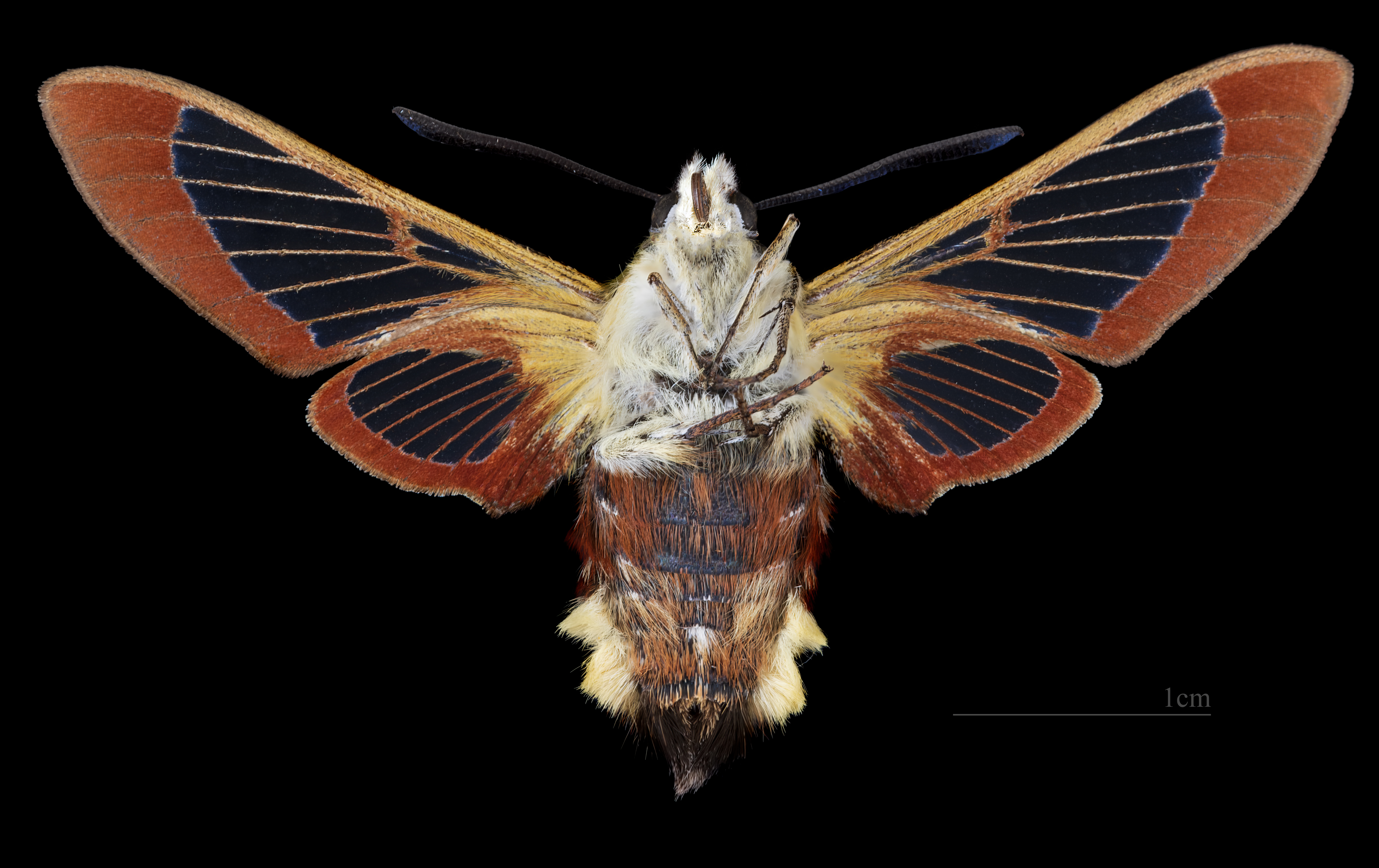
♀
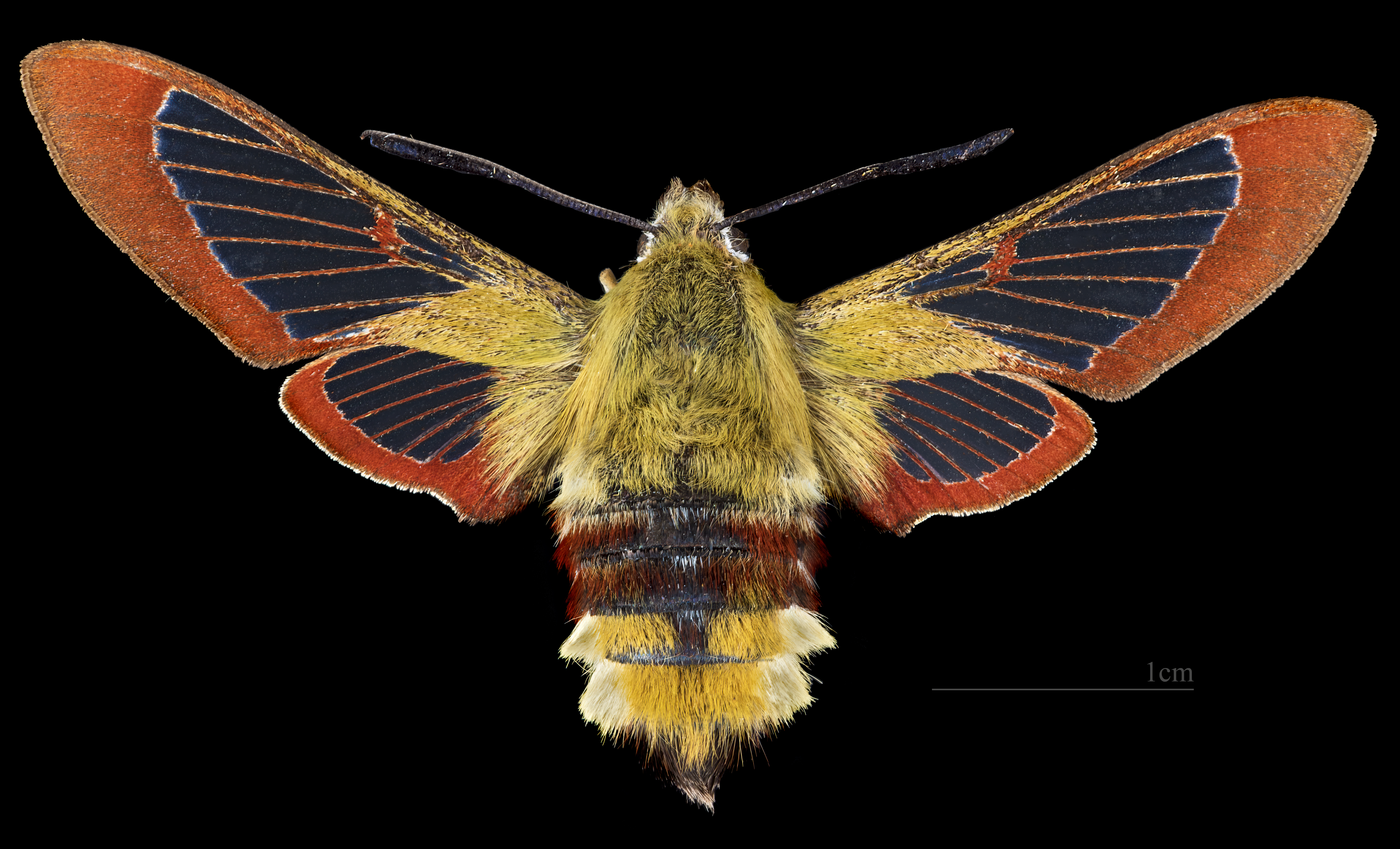
♀ △

### Eruga
Fins a 40 mm de longitud. Cos verd lluent clapat de groc clar; zona ventral marró rogenca envoltada d'una línia groga. Presenta dues línies dorsals blanques. Cua situada a l'onzè segment, violeta a la base, però es torna marró fosc al final.

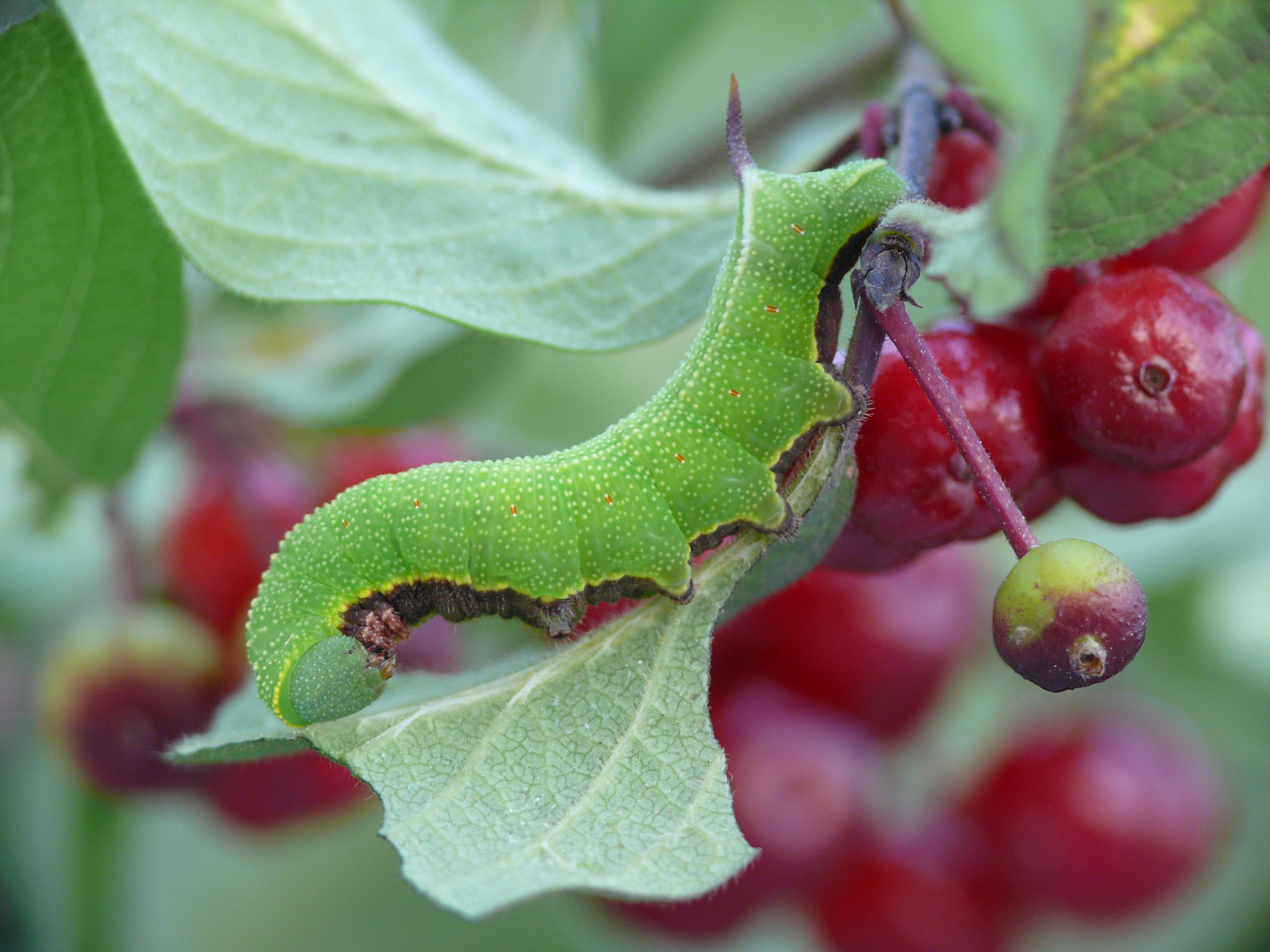
Eruga en posició defensiva

## Distribució i hàbitat
S'estén per gran part de la regió Paleàrtica, incloent Europa, regions del nord d'Àfrica i zones d'Àsia, tant oriental (més comuna) com occidental (més local). A la península Ibèrica i als Països Catalans és més comuna que Hemaris tityus, tot i així tampoc és gaire freqüent, només es pot localitzar en punts concrets de la nostra geografia.
Es pot trobar en prats, camins forestals, clars de bosc i fins i tot jardins. L'eruga s'alimenta de Lonicera, Symphoricarpos i Knautia.

## Període de vol i hibernació
En zones càlides (a la majoria de la península Ibèrica) vola en dues generacions des de finals de primavera fins a finals d'estiu, a la resta de llocs només hi ha una generació estival. Hibernació com a pupa en una cambra subterrània.

## Costums
L'adult, a diferència de la majoria d'heteròcers, vola de dia. A l'hora de libar flors i a diferència del bufaforats (Macroglossum stellatarum), recolza el primer parell de potes als pètals, no deixa completament el cos en suspensió.

## Espècies similars
- Hemaris tityus, amb un anell taronja en comptes de vermell.
- Macroglossum stellatarum, amb ales pigmentades.